# João W. Nery
João W. Nery, född 12 februari 1950 i Rio de Janeiro RJ, död 26 oktober 2018 i Niterói, var en brasiliansk författare, psykolog och HBTQ-aktivist.
Han är känd för att vara den första transmannen som genomgick könskorrigering i Brasilien 1977. Nery blev HBTQ-aktivist med särskilt fokus på transpersoner. En proposition av kongressmedlemmarna João Wyllys och Erika Kokay bär hans namn.
I augusti 2017 meddelade Nery att han hade lungcancer. Han genomgick kemoterapi, men cancern spred sig till hjärnan och den 26 oktober 2018 avled han i Niterói.

## Publicerade böcker
- (portugisiska) 1984: Erro de pessoa: Joana ou João?, Rio de Janeiro, Editora Record
- (portugisiska) 2012: Viagem solitária: memórias de um transexual 30 anos depois, São Paulo, Leya Brasil
- (portugisiska) 2017: Vidas trans: a coragem de existir (en kunlaboro kun Amara Moira, Márcia Rocha kaj T. Brant), Bauru, Leya Brasil
- (portugisiska) 2018: Velhice transviada, Postum [9]